# Ropalidia montana
Ropalidia montana är en getingart som beskrevs av George Clifford Carl 1934. Ropalidia montana ingår i släktet Ropalidia och familjen getingar. Inga underarter finns listade i Catalogue of Life.